# Střelba na Letní univerziádě 2013
Soutěže ve střelbě na letní univerziádě 2013 probíhaly na dvou místech Kazaně v období 2. až 6. července 2013. Kulová střelba se odehrávala v Komplexu kulové střelby (Mirnyj-Kazaň) a broková střelba se odehrávala v Komplexu brokové střelby Svijaga (Vvedenská osada).

## Česká stopa

### Kulová střelba
- Pavel Světlík - (ZČU) - ve vzduchové pistoli obsadil 3. místo (5. místo soutěž týmů) a v libovolné pistoli obsadil 11. místo (4. místo soutěž týmů) a v standardní pistoli obsadil 23. místo
- Jindřich Dubový - (SLU) - ve vzduchové pistoli obsadil 14. místo (5. místo soutěž týmů) a v libovolné pistoli obsadil 12. místo (4. místo soutěž týmů)
- David Malúšek - (VŠB) - ve vzduchové pistoli obsadil 24. místo (5. místo soutěž týmů) a v libovolné pistoli obsadil 18. místo (4. místo soutěž týmů)
- Tomáš Těhan - (ČZU) - v rychlopalné pistoli obsadil 11. místo a v standardní pistoli obsadil 4. místo (bronzovou medaili prohrál v dodatečném rozstřelu)
- Ondřej Pajda - (VŠB) - ve vzduchové pušce obsadil 29. místo a v malorážce vleže obsadil 52. místo a v malorážce 3-pozice obsadil 39. místo
- Petr Plecháč - (ZČU) - ve vzduchové pušce obsadil 40. místo a v malorážce vleže obsadil 34. místo a v malorážce 3-pozice obsadil 44. místo
- Jana Brabcová - (ZČU) - ve vzduchové pistoli obsadila 22. místo (8. místo soutěž týmů) a ve sportovní pistoli obsadila 26. místo (7. místo soutěž týmů)
- Michaela Musilová - (JČU) - ve vzduchové pistoli obsadila 29. místo (8. místo soutěž týmů) a ve sportovní pistoli obsadila 38. místo (7. místo soutěž týmů)
- Šárka Jonáková - (ZČU) - ve vzduchové pistoli obsadila 42. místo (8. místo soutěž týmů) a ve sportovní pistoli obsadila 17. místo (7. místo soutěž týmů)
- Monika Vránková - (ZČU) - ve vzduchové pušce obsadila 21. místo (7. místo soutěž týmů) a v malorážce vleže obsadila 42. místo (13. místo soutěž týmů) a v malorážce 3-pozice obsadila 5. místo (9. místo soutěž týmů)
- Aneta Brabcová - (ZČU) - ve vzduchové pušce obsadila 26. místo (7. místo soutěž týmů) a v malorážce vleže obsadila 43. místo (13. místo soutěž týmů) a v malorážce 3-pozice obsadila 36. místo (9. místo soutěž týmů)
- Klára Bartošová - (TUL) - ve vzduchové pušce obsadila 30. místo (7. místo soutěž týmů) a v malorážce vleže obsadila 48. místo (13. místo soutěž týmů) a v malorážce 3-pozice obsadila 44. místo (9. místo soutěž týmů)

### Broková střelba
- Tomáš Nýdrle - (MENDELU) - ve skeetu obsadil 1. místo (3. místo soutěž týmů)
- Jakub Tomeček - (MUNI) - ve skeetu obsadil 3. místo (3. místo soutěž týmů)
- Jakub Novota - (UPCE) - ve skeetu obsadil 16. místo (3. místo soutěž týmů)
- Radim Sedláček - (MUNI) - v trapu obsadil 9. místo (2. místo soutěž týmů)
- Martin Dvořák - (VUTBR) - v trapu obsadil 15. místo (2. místo soutěž týmů)
- Jan Přívara - (VUTBR) - v trapu obsadil 22. místo (2. místo soutěž týmů)

## Výsledky

### Kulová střelba
| muži                                        | Zlato                                                         | Stříbro                                                    | Bronz                                                          |
| ------------------------------------------- | ------------------------------------------------------------- | ---------------------------------------------------------- | -------------------------------------------------------------- |
| vzduchová pistole 10m                       | Maj Ťia-Ťie (CHN)                                             | Pchang Wej (CHN)                                           | Pavel Světlík (CZE)                                            |
| vzduchová pistole 10m                       | Jižní Korea (KOR) I Te-mjong Kim Te-jong Seo Tok-won          | Čína (CHN) Maj Ťia-Ťie Pchang Wej Kuo Süe-kchaj            | Rusko (RUS) Nikolaj Kilin Leonid Jekimov Alexej Jaskevič       |
| libovolná pistole 50m                       | Pchang Wej (CHN)                                              | Seo Tok-won (KOR)                                          | Maj Ťia-Ťie (CHN)                                              |
| libovolná pistole 50m                       | Rusko (RUS) Sergej Červjakovskij Leonid Jekimov Nikolaj Kilin | Jižní Korea (KOR) Čang Čin-hjok I Te-mjong Seo Tok-won     | Čína (CHN) Čchen Kuo-pcheng Maj Ťia-Ťie Pchang Wej             |
| standardní pistole 25m                      | Leonid Jekimov (RUS)                                          | Li Jüe-Chung (CHN)                                         | Clément Bessaguet (FRA)                                        |
| standardní pistole 25m                      | Čína (CHN) Pchang Wej Li Jüe-Chung Ting Feng                  | Rusko (RUS) Leonid Jekimov Andrej Ščepetkov Dmitrij Brajko | Jižní Korea (KOR) Kim Čun-hong Kim Te-ung Čoi Jong-hu          |
| rychlopalná pistole 25m                     | Boris Artaud (FRA)                                            | Leonid Jekimov (RUS)                                       | Ting Feng (CHN)                                                |
| rychlopalná pistole 25m                     | Rusko (RUS) Alexandr Alifirenko Leonid Jekimov Dmitrij Brajko | Jižní Korea (KOR) Kim Te-ung Kim Čun-hong Čoi Jong-hu      | Francie (FRA) Boris Artaud Thomas Delacourt Clément Bessaguet  |
| vzduchová puška 10m                         | Liou Č'-kuo (CHN)                                             | Nazar Luginec (RUS)                                        | Sergej Kruglov (RUS)                                           |
| vzduchová puška 10m                         | Čína (CHN) Cchao Ji-Fej Liou Li-Lung Liou Č'-kuo              | Rusko (RUS) Sergej Kamenskij Nazar Luginec Sergej Kruglov  | Jižní Korea (KOR) Čon Če-jul I Če-won Pak Song-hjon            |
| libovolná malorážka - 3 poz. 50m - 3×40 ran | Nazar Luginec (RUS)                                           | Kchang Chung-Wej (CHN)                                     | Tomasz Bartnik (POL)                                           |
| libovolná malorážka - 3 poz. 50m - 3×40 ran | Čína (CHN) Kchang Chung-Wej Cchao Ji-Fej Lan Sing             | Rusko (RUS) Sergej Kruglov Nazar Luginec Kirill Grigorjan  | Srbsko (SRB) Igor Čotra Milutin Stefanović Borislav Mazinjanin |
| libovolná malorážka vleže 50m - 60 ran      | Sergej Kamenskij (RUS)                                        | Kchang Chung-Wej (CHN)                                     | Kim Hjon-čun (KOR)                                             |
| libovolná malorážka vleže 50m - 60 ran      | Čína (CHN) Kchang Chung-Wej Cchao Ji-Fej Lan Sing             | Polsko (POL) Paweł Pietruk Tomasz Bartnik Bartosz Jasiecki | Rusko (RUS) Sergej Kamenskij Nazar Luginec Kirill Grigorjan    |

| ženy                                        | Zlato                                                                       | Stříbro                                                                                       | Bronz                                                                               |
| ------------------------------------------- | --------------------------------------------------------------------------- | --------------------------------------------------------------------------------------------- | ----------------------------------------------------------------------------------- |
| vzduchová pistole 10m                       | Ljubov Jaskevičová (RUS)                                                    | Taňafon Prueksakonová (THA)                                                                   | Su Ju-Ling (CHN)                                                                    |
| vzduchová pistole 10m                       | Rusko (RUS) Darija Danilinová Jekatěrina Koršunovová Ljubov Jaskevičová     | Jižní Korea (KOR) Pak Je-sol Čo Mun-hjon Pak Či-won                                           | Thajsko (THA) Taňafon Prueksakonová Kanokkan Čaimongkolová Pattarasuda Sowsa-Ngaová |
| sportovní pistole 25m                       | Olena Kostevičová (UKR)                                                     | Anna Masťaninová (RUS)                                                                        | Taňafon Prueksakonová (THA)                                                         |
| sportovní pistole 25m                       | Rusko (RUS) Jekatěrina Koršunovová Ljubov Jaskevičová Anna Masťaninová      | Ukrajina (UKR) Olena Kostevičová Katěryna Domkinová Marta Bojčuková                           | Čína (CHN) Su Ju-Ling Čang Ťing-Ťing Čou Čching-Jüan                                |
| vzduchová puška 10m                         | Maren Predigerová (GER)                                                     | Ju Tan (CHN)                                                                                  | Nandinzaja Ganchujaová (MGL)                                                        |
| vzduchová puška 10m                         | Rusko (RUS) Darija Vdovinová Anna Žukovová Polina Choroševová               | Mongolsko (MGL) Nandinzaja Ganchujagová Jandžinlcham Olzvoibátarová Narantuja Čulúnbadrachová | Čína (CHN) Li Pej-Ťing Ju Tan Wang Wej-Jang                                         |
| sportovní malorážka - 3 poz. 50m - 3×20 ran | Ma Chung (CHN)                                                              | Kwon Na-la (KOR)                                                                              | Li Pej-Ťing (CHN)                                                                   |
| sportovní malorážka - 3 poz. 50m - 3×20 ran | Čína (CHN) Li Pej-Ťing Ma Chung Ju Tan                                      | Rusko (RUS) Darija Vdovinová Valentina Protasovová Polina Choroševová                         | Kazachstán (KAZ) Olesja Čegirevičová Julija Morozovová Alexandra Malinovská         |
| sportovní malorážka vleže 50m - 60 ran      | Mai Toišiová (JPN)                                                          | Taňalak Čotfibunsinová (THA)                                                                  | Jana Hyblerová (SVK)                                                                |
| sportovní malorážka vleže 50m - 60 ran      | Kazachstán (KAZ) Olesja Čegirevičová Julija Morozovová Alexandra Malinovská | Thajsko (THA) Vitčuda Pičitkandžanakulová Sununta Madžčačípová Taňalak Čotfibunsinová         | Ukrajina (UKR) Darija Šaripovová Jevhenija Borisovová Teťana Tarasenková            |

### Broková střelba
| muži        | Zlato                                                      | Stříbro                                                         | Bronz                                                 |
| ----------- | ---------------------------------------------------------- | --------------------------------------------------------------- | ----------------------------------------------------- |
| skeet       | Tomáš Nýdrle (CZE)                                         | Tammaro Cassandro (ITA)                                         | Jakub Tomeček (CZE)                                   |
| skeet       | Rusko (RUS) Alexandr Zjemlin Roman Sjencov Nikolaj Těplyj  | Itálie (ITA) Marco Sablone Giancarlo Tazza Tammaro Cassandro    | Česko (CZE) Jakub Novota Tomáš Nýdrle Jakub Tomeček   |
| trap        | Jurij Nikadrov (UKR)                                       | Valerio Grazini (ITA)                                           | Simone Prosperi (ITA)                                 |
| trap        | Itálie (ITA) Diego Meoni Simone Prosperi Valerio Grazini   | Česko (CZE) Martin Dvořák Jan Přívara Radim Sedláček            | Slovensko (SVK) Boris Stanko Matúš Dudo Michal Slamka |
| double trap | Antonino Barillà (ITA)                                     | Jang Ji-Jang (CHN)                                              | Michail Lejbo (RUS)                                   |
| double trap | Rusko (RUS) Alexandr Furasjov Arťom Někrasov Michail Lejbo | Itálie (ITA) Andrea Miotto Alessandro Chianese Antonino Barillà | Čína (CHN) Mo Ťun-Ťie Jang Ji-Jang Wen Pao-lu         |

| ženy  | Zlato                                                                       | Stříbro                                                                        | Bronz                                                                      |
| ----- | --------------------------------------------------------------------------- | ------------------------------------------------------------------------------ | -------------------------------------------------------------------------- |
| skeet | Isarapa Imprasercuková (THA)                                                | Chuang S'-Süe (CHN)                                                            | Albina Šakirovová (RUS)                                                    |
| skeet | Rusko (RUS) Naděžda Konovalovová Anastasija Krachmaľovová Albina Šakirovová | Thajsko (THA) Isarapa Imprasercuková Nutčaja Sut-Arpornová Nutča Sut-Arpornová | Kazachstán (KAZ) Elvira Akčurinová Angelina Mičšuková Žania Aidarchanovová |
| trap  | Catherine Skinnerová (AUS)                                                  | Silvana Stancová (ITA)                                                         | Čang Tan-Tan (CHN)                                                         |
| trap  | Itálie (ITA) Silvana Stancová Erica Profumová Federica Caporusciová         | Rusko (RUS) Alexandra Alexejevová Taťjana Barsuková Svetlana Krašeninnikovová  | Čína (CHN) Ču Ťing-Ju Wang Šu-Jing Čang Tan-Tan                            |